# Oftringen
Oftringen (toponimo tedesco) è un comune svizzero di 13 599 abitanti del Canton Argovia, nel distretto di Zofingen; ha lo status di città.

## Monumenti e luoghi d'interesse

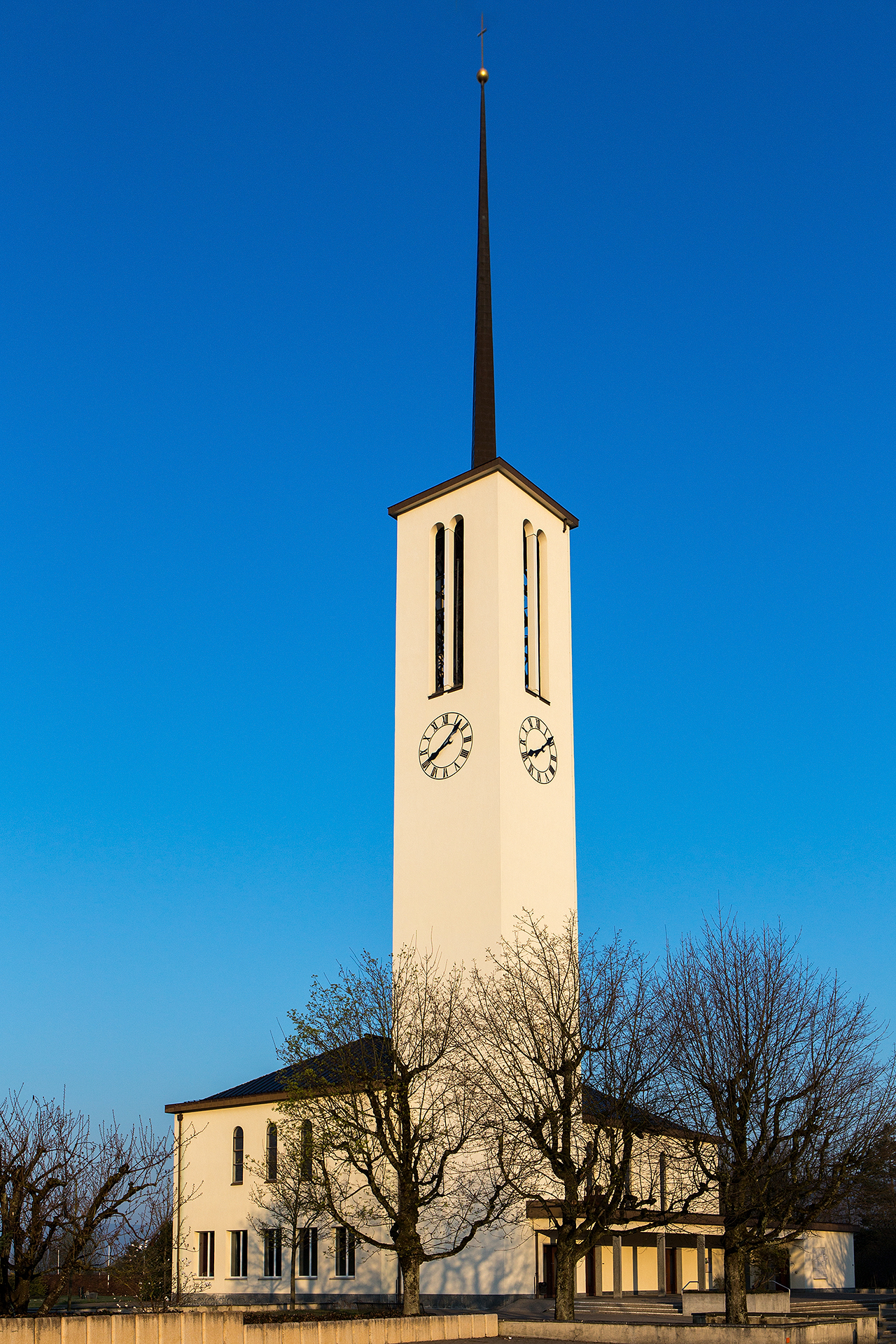
La chiesa riformata

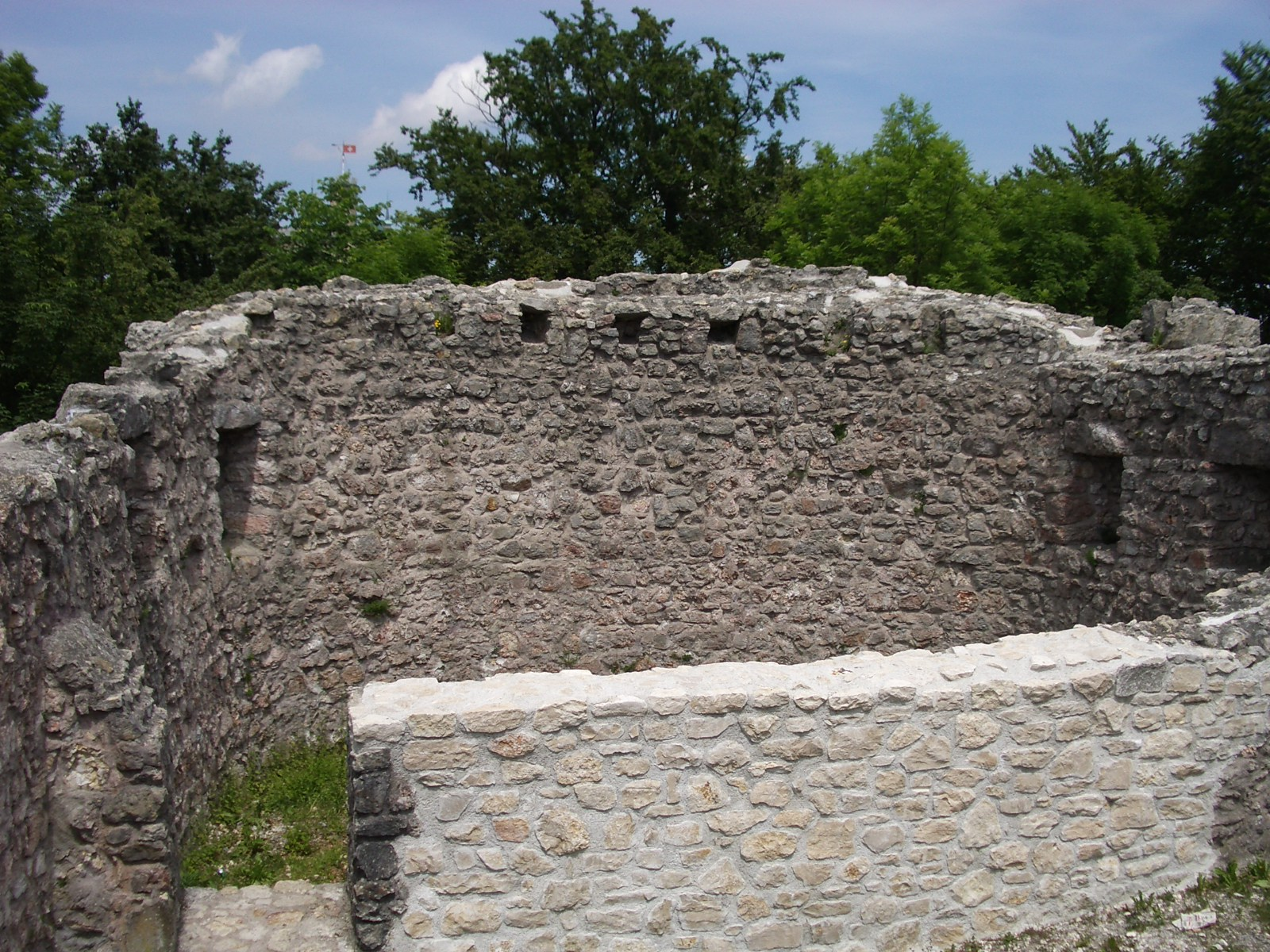
Le rovine della fortezza di Alt-Wartburg

- Chiesa riformata, eretta nel 1933-1934[1];
- Rovine della fortezza di Alt-Wartburg, eretta nel 1200 circa e distrutta nel 1415[2].

## Società

### Evoluzione demografica
L'evoluzione demografica è riportata nella seguente tabella:
Abitanti censiti

## Amministrazione
Ogni famiglia originaria del luogo fa parte del cosiddetto comune patriziale e ha la responsabilità della manutenzione di ogni bene ricadente all'interno dei confini del comune.

## Infrastrutture e trasporti
Oftringen è servito dalla stazione di Aarburg-Oftringen, sulla ferrovia Olten-Lucerna, e dalla stazione di Küngoldingen, sulla ferrovia Zofingen-Wettingen.